# Disco Tanz (Many Ways For Deejay’s…)
A Disco Tanz egy 2005-ös válogatáslemez, többségében Gigi D'Agostino számai szerepelnek rajta saját, vagy különböző álneveken. A többi szám a Gigi által alapított kiadóhoz, a Noise Maker-höz tartozó különböző előadók (pl. Luca Noise, Federico Romanzi) szerzeménye.

## Számlista

### CD1
1. Dottor Dag – Lo sbaglio (Groviglio mix)  5:50
2. D.O.S. – Memories  6:59
3. Federico Romanzi – Luna park  2:37
4. Orchestra Maldestra – Tecno uonz  4:26
5. Onironauti – Tanzeria  5:55
6. Officina Emotiva – Contaminando (Uomo Suono trip)  3:46
7. Officina Emotiva – Like a prayer (Gigi Dag & Luca Noise trip)  5:27
8. Dottor Dag – Non sono un santo  4:53
9. Luca Noise – Moonlight shadow (Gigi Dag & Luca Noise trip)  4:19
10. Dance 'N' Roll – Stay (Tentando mix)  4:03
11. Double S versus 2 Daniels – Parole parole (Gigi D'Agostino tanz)  5:12
12. Il Folklorista – Those were the days (Gigi Dag & Luca Noise)  5:53
13. Gigi D'Agostino – I wonder why (Gigi Dag from beyond)  7:01
14. Dottor Dag – Luce (Raggio di sole)  4:01
15. La Tana Del Suono – Marcia lenta

### CD2
1. Gigi D'Agostino – I wonder why (Non giochiamo)  6:03
2. Officina Emotiva – Natural (Gigi Dag & Luca Noise a passeggio)  6:02
3. Uomo Suono – Monolitico  7:42
4. Woofer – Fiesta don't stop  6:05
5. Il Folklorista – Espana cani  3:35
6. Uomo Suono – Bilaterale  4:05
7. Orchestra Maldestra – Carica tremenda (Gigi Dag & Luca Noise)  5:09
8. Uomo Suono – Cammino contento  7:50
9. Orchestra Maldestra – Fasten your seatbelt (Gigi Dag & Luca Noise trip)  5:15
10. Gigi D'Agostino – I wonder why (Gigi Dag from beyond FM)  3:31
11. Orchestra Maldestra – Cammino contento (Gigi Dag & Pandolfi)  5:35
12. Gigi D'Agostino – I wonder why (Gigi Dag from beyond…to live)  5:57
13. Luca Noise – Trip trance  5:38
14. DJ Pandolfi – Movimento quotidiano (FM)  3:17
15. DJ Pandolfi – Movimento quotidiano  4:07